# Obaga de Sant Isidre
L'Obaga de Sant Isidre és una obaga del terme municipal de Conca de Dalt, al Pallars Jussà, a l'antic terme de Toralla i Serradell, en el territori del poble d'Erinyà.
Està situada al vessant nord de l'extrem oriental del Serrat del Ban, al nord del Tossal dels Corbs, a la dreta del barranc d'Enserola. És just al sud de la partida d'Enserola i al nord-oest del Camp de Fenós, a llevant del Planell de l'Obaga. L'ermita de Sant Isidre és al damunt i al sud de la part oriental d'aquesta obaga.